# 양주 송암사 대혜보각선사서
양주 송암사 대혜보각선사서(楊州 松巖寺 大慧普覺禪師書)는 대한민국 경기도 양주시 장흥면, 송암사에 있는 책이다. 2014년 8월 29일 경기도의 문화재자료 제178호로 지정되었다.

## 개요
대혜보각선사서는 송나라 임제종(중국 선종 5가의 한 파) 승려인 대혜종고의 편지 글을 모은 책으로 ‘도(道)의 깨침은 신심(信心)에 달려 있다’는 사상을 기저로 알음알이에 집착하지 말도록 권하는 내용을 담고 있는 책이다.

## 같이 보기
- 대혜보각선사서

## 참고 문헌
- 양주 송암사 대혜보각선사서 - 국가유산청 국가유산포털